# 謎のザコ敵軍団
謎のザコ敵軍団（なぞのザコてきぐんだん）とは、任天堂のアクションゲーム『大乱闘スマッシュブラザーズ』シリーズに出現する架空のキャラクター群。

## 概要
文字通り雑魚敵の軍団のこと。攻撃力や耐久力が弱く、必殺ワザも持っていないが、大量に出てくると非常に厄介な相手でもある。作品ごとに種類が異なる。

## 謎のザコ敵軍団（ニンテンドウオールスター!大乱闘スマッシュブラザーズ）
『ニンテンドウオールスター!大乱闘スマッシュブラザーズ』に登場。英語名は「Fighting Polygon Team」。
一人用モードのみに出現。ボーナスステージ3とSTAGE10に徒党を組んで襲い掛かってくる。その名の通り、大半は強攻撃を繰り出せば一撃で倒せるほど弱い。対戦するステージ「デュエルゾーン」は、ジャンプがふわふわするという特性があるステージであり自キャラも若干吹き飛び易くなるため、油断すると思わぬ苦戦を強いられることもある。
ボーナスステージ3ではコース上に3体が出現するが、強く設定されており、ステージ自体が壁に閉ざされた空間であるため絶対に倒せないので逃げるしかない。
外見は全12キャラクターのポリゴンモデルにテクスチャマッピングがなされていない状態。全身のカラーリングは紫。攻撃モーションも元になったキャラクターに準じているので、元がどのキャラクターなのかは判別可能。必殺ワザなどは使えない。

## 謎のザコ敵軍団♂♀
『大乱闘スマッシュブラザーズDX』に登場。「謎のザコ敵軍団♂♀」という名称はフィギュアに記載されている。英語名は「Fighting Wire Frames」。一人用モードの百人組み手、アドベンチャーで「戦場」ステージ、イベント戦「伝説のポケモンたち」のみに出現。十人組み手では10体のザコ敵と、百人組み手では100体のザコ敵と戦う。また、3分間耐久組み手、15分間耐久組み手ではそれぞれ決められた時間を戦い抜き、エンドレス組み手では時間無制限で戦い続ける。そして、今までやられっぱなしだった彼らが本気になった情け無用組み手では、今までと打って変わって、鬼神のごとき強さを発揮する（ウェイトの軽いキャラクターによっては一撃で倒されることもある）。情け無用組み手は時間無制限であり、パターンにはめることで気の遠くなるほどの時間を続けられることが確認されている。
見た目は『ニンテンドウオールスター!大乱闘スマッシュブラザーズ』と違い、（テクスチャで表現している）ワイヤーフレームで形成された体にスマブラマークの核のようなものが胸に存在し、顔部分には赤色のスマブラマークがある。外見以外にも、元となったキャラクターも前作とは変わり、後述のようになった。謎のザコ敵軍団♂と謎のザコ敵軍団♀が存在し、その他の謎のザコ敵軍団は存在しない。攻撃に関しては、元となったキャラと攻撃モーションがそっくりそのままである。ただし、必殺ワザが使えないなどいくつかの相違点がある。
謎のザコ敵軍団♂（Male Wire Frame）
男性型の謎のザコ敵軍団。キャプテン・ファルコン（弱攻撃のパンチが連打にならない、などの性質を考えるとガノンドロフに近い）のポリゴンモデルが元となっている。「謎のザコ敵軍団♂」の名称はフィギュアに書いてある。
外見は、謎のザコ敵軍団♀よりも腕や脚などが太めである。
謎のザコ敵軍団♀（Female Wire Frame）
女性型の謎のザコ敵軍団。ゼルダのポリゴンモデルが元となっている。「謎のザコ敵軍団♀」の名称はフィギュアに書いてある。
外見は、謎のザコ敵軍団♂よりも腕や脚などは細めであり、頭にはポニーテールのようなものが付いている。

## 謎のザコ敵軍団（大乱闘スマッシュブラザーズX）
『大乱闘スマッシュブラザーズX』に登場。英語名は「Fighting Alloy Team」。『DX』 同様に競技場の「組み手」で登場する。今作のザコ敵は戦隊もののパロディとなっており、男性型のザコレッド (Red Alloy) 、女性型のザコブルー (Blue Alloy) 、やや頭身が低く頭部から角が生えたザコイエロー (Yellow Alloy) 、一頭身のザコグリーン (Green Alloy) の4種類が存在する。
この4種類には元となったキャラクターが存在しており、元のキャラクターと攻撃ワザやつかみ攻撃は同じだが、必殺ワザが一切使えない、アイテムを拾わない、ガケつかまりができないなど、元のキャラクターとは異なる点がいくつかある。
謎のザコ敵軍団♂♀とは違い、スマッシュホールドを扱うことができ、組み手後半になると多用することも。アイテムを拾えないという点が裏目に出て、爆発物を攻撃により爆発させプレイヤーが不意に大ダメージを受ける場合もある。
『大乱闘スマッシュブラザーズSPECIAL』では「スピリット」の一つとして4種類まとめて登場。スピリットバトルでは後述の元になったファイターの軍団と対戦することになる。
ザコレッド（Red Alloy）
謎のザコ敵軍団の一人。キャプテン・ファルコンが元になっている。
男性型であり、ワインレッドの体をしている。
ザコブルー（Blue Alloy）
謎のザコ敵軍団の一人。ゼルダが元になっている。
女性型であり、コバルトブルーの体をしている。
ザコイエロー（Yellow Alloy）
謎のザコ敵軍団の一人。マリオが元になっている。
やや頭身が低く頭部から角が生えており、黄金の体をしている。
このキャラクターの元となったマリオと比べ、リーチが長い。
ザコグリーン（Green Alloy）
謎のザコ敵軍団の一人。カービィが元になっている。
一頭身であり、緑の体をしている。
カービィを元にしたキャラクターという事もあり、多段ジャンプが出来る。

## 謎のMii軍団
『大乱闘スマッシュブラザーズ for Nintendo 3DS / Wii U』『大乱闘スマッシュブラザーズ SPECIAL』に登場。英語名は「Fighting Mii Team」。『for』では両バージョンともに競技場の「組み手」と「シンプル」の最終ステージ手前、『SPECIAL』では「組み手」にて出現。今作はMiiファイターの3タイプがモデルであり、姿形は本体に登録されているMiiを参照するようになっている。『for』では攻撃したりダメージを受けたりしても表情が変わらないが、『SPECIAL』では変わるようになった。